# Stare Drzewce (stacja kolejowa)
Stare Drzewce – stacja kolejowa w Nowych Drzewcach, w woj. lubuskim, w Polsce.

## Ruch pasażerski[1]
| Rok  | Wymiana pasażerska na dobę |
| ---- | -------------------------- |
| 2019 | 0-9                        |
| 2020 | 20-49                      |
| 2021 | 20-49                      |
| 2022 | 20-49                      |
| 2023 | 20-49                      |